# Zwart beertje
Het zwart beertje (Atolmis rubricollis) is een vlinder uit de familie van de spinneruilen (Erebidae) en de onderfamilie van de beervlinders (Arctiinae). De voorvleugellengte is 15 tot 18 millimeter. Het zwart beertje is een soort die voorkomt in het grootste deel van Europa en in Siberië en China. De vlinder overwintert als pop in de strooisellaag onder mos.

♂
♂ △

## Waardplanten
Waardplanten van het zwart beertje zijn allerlei korstmossen en algen.

## Verspreiding in Nederland en België
In Nederland en België is het zwart beertje een algemene vlinder, die verspreid over het hele gebied voorkomt. De vliegtijd is van half mei tot half juli in één generatie.

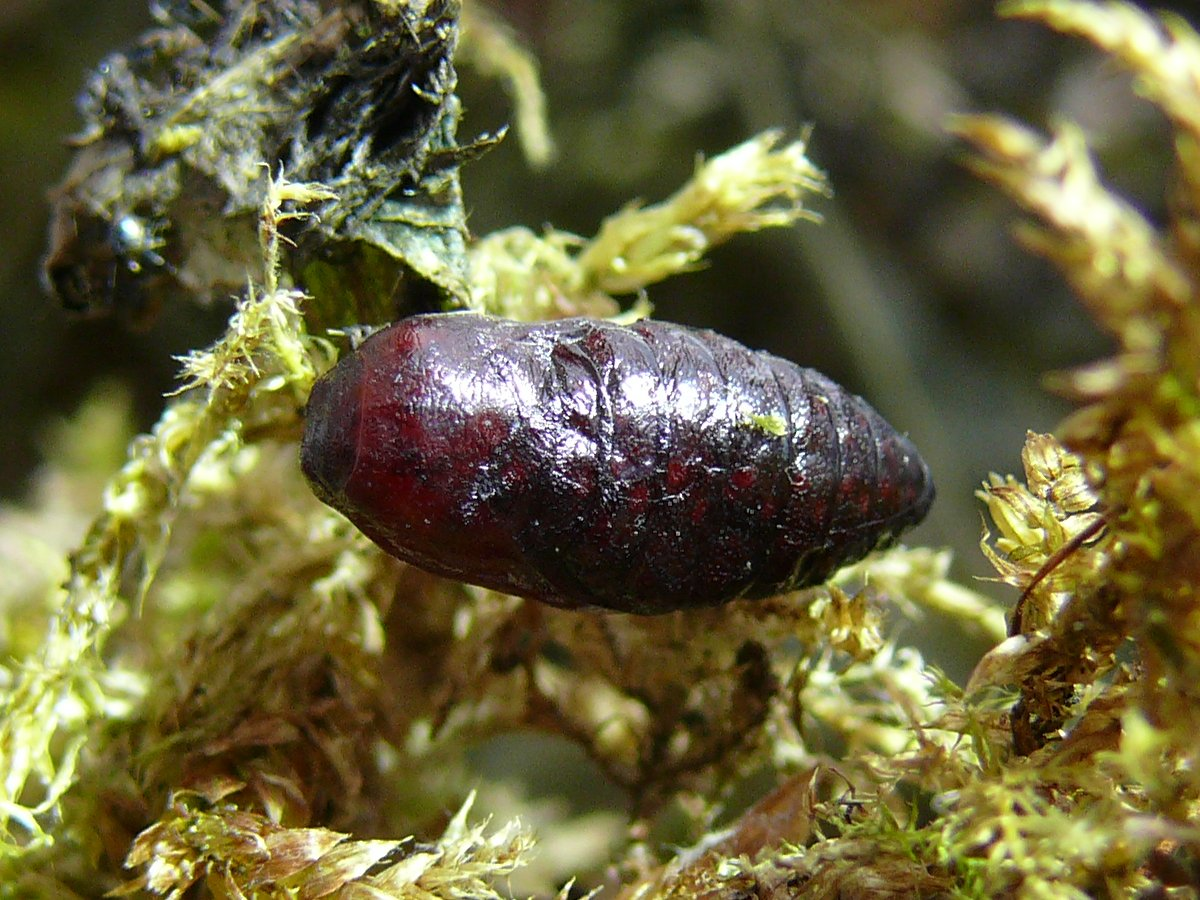
Pop